# Valle de Allende
Valle de Allende es una población del estado mexicano de Chihuahua, situada al sur del estado y cabecera del municipio de Allende. La zona aledaña al río conocida como pueblo viejo fue nombrada Patrimonio Cultural de la Humanidad por la Unesco, el 1 de agosto de 2010 al formar parte del Camino Real de Tierra Adentro.

## Historia
Valle de Allende fue fundado en 1563 con el nombre de Valle de San Bartolomé, lo que la hace la Primera población más antigua del estado, a la cual le sigue Santa Bárbara. Fue fundado por misioneros franciscanos en la margen derecha del Río Valle de Allende como un pueblo de misión, el primero de ellos en el territorio del actual estado de Chihuahua y la primera población de cualquier tipo. Valle de Allende pronto adquirió fama en la región por la calidad de las frutas cultivadas en las granjas de los españoles asentados en el valle.
El 19 de septiembre de 1825 un decreto del Congreso de Chihuahua le modificó su nombre por el de Valle de Allende en honor del héroe de la Independencia de México Ignacio Allende, fusilado en Chihuahua en 1811.

## Edificios históricos
- Santuario de Guadalupe

construido en el año 1808 aproximadamente, es una pequeña iglesia localizada en el centro del antiguo pueblo de españoles, conocido por los habitantes locales como pueblo viejo.
- Templo de Nuestra Señora del Rosario

Templo construido en el siglo XVIII con características propias de la época, con aspectos distintivos que la hacen sobresalir ante otras iglesias de la nueva Vizcaya. Dentro del templo existen litografías de caballete, esculturas, mensajes, objetos litúrgicos, y pilas bautismales. Su belleza tanto exterior como interior, hace que sea atractivo, principal para los turistas Se ubica frente a la plaza principal entre calles Constitución y Cuauhtémoc.
- Portales de la Plaza

Construidos en 1826 es son estructuras de cantera labrada con curiosos detalles, como los relieves de manos sosteniendo las mesuras.
- Casa Urquidi

Construcción donde nació el primer gobernador del estado José Ignacio de Urquidi, está ubicada en la calle Mina y marcada con el número 2.
- Casa Unzueta

Construcción donde nació Jesus Manuel Unzueta, conocido como "Chumelito", está ubicada en la calle Mina y marcada con el número 19.